# Antonín Panenka
Antonín Panenka, född 2 december 1948 i Prag, är en före detta tjeckoslovakisk fotbollsspelare. Han vann med Tjeckoslovakien EM-guld 1976 och EM-brons 1980. Han lade den avgörande straffen vid finalen 1976, när han löst chippade bollen mitt i målet, efter att Västtysklands målvakt Sepp Maier chansat åt sidan. Straffvarianten har därefter kommit att kallas "panenkastraff" efter honom på flera språk.

## Biografi
Panenka var en av Tjeckoslovakiens bästa spelare i det EM-vinnande laget 1976 mot Västtyskland och var även med då Tjeckoslovakien blev EM-trea 1980. 1959 kom Panenka till Prag-klubben Bohemians och utmärkte sig som passningsskicklig mittfältare och frisparksspecialist. 1981 fick Panenka lämna Tjeckoslovakien för spel i Rapid Wien. I Rapid blev Panenka österrikisk liga- och cupmästare.

### Panenkastraff
Antonín Panenka är mest känd för att ha avgjort EM-finalen 1976. Finalen slutade 2-2 och avgjordes med straffsparksläggningen. Panenka slog den avgörande 5–3-straffen mot Sepp Maier. Han chippade bollen löst in i mitten av målet, samtidigt som Sepp Maier chansade och gick lite tidigt åt sidan. Straffvarianten kallas därefter för panenkastraff.

## Meriter
- VM i fotboll: 1982
- EM i fotboll: 1976, 1980
  - EM-guld 1976
  - EM-brons 1980
- Österrikisk mästare
- Österrikisk cupmästare

## Klubbar
- VSE St. Pölten
- SK Rapid Wien
- Bohemians 1905